# مسابقات قهرمانی وزنه‌برداری آسیا ۲۰۰۹
مسابقات قهرمانی وزنه‌برداری آسیا ۲۰۰۹ در شهرتالدی‌قورغان کشور قزاقستان و از تاریخ ۱۱ می ۲۰۰۹ تا ۱۵ می ۲۰۰۹ با شرکت تیم‌های وزنه‌برداری مردان و زنان برگزار شد.

## نتایج مدال‌ها

### مردان
| بخش          | طلا                       | طلا         | نقره                           | نقره        | برنز                           | برنز        |
| ۵۶ کیلوگرم   |                           |             |                                |             |                                |             |
| یک‌ضرب        | Hoàng Anh Tuấn · ویتنام   | ۱۲۵ کیلوگرم | Ji Guohua · چین                | ۱۲۳ کیلوگرم | Ri Kyong-sok · کرهٔ شمالی       | ۱۲۲ کیلوگرم |
| دوضرب        | Ji Guohua · چین           | ۱۵۸ کیلوگرم | Hoàng Anh Tuấn · ویتنام        | ۱۵۳ کیلوگرم | Ri Kyong-sok · کرهٔ شمالی       | ۱۵۰ کیلوگرم |
| مجموع        | Ji Guohua · چین           | ۲۸۱ کیلوگرم | Hoàng Anh Tuấn · ویتنام        | ۲۷۸ کیلوگرم | Ri Kyong-sok · کرهٔ شمالی       | ۲۷۲ کیلوگرم |
| ۶۲ کیلوگرم   |                           |             |                                |             |                                |             |
| یک‌ضرب        | Ding Jianjun · چین        | ۱۴۱ کیلوگرم | Cha Kum-chol · کرهٔ شمالی       | ۱۴۰ کیلوگرم | Umurbek Bazarbayev · ترکمنستان | ۱۳۲ کیلوگرم |
| دوضرب        | Ding Jianjun · چین        | ۱۶۹ کیلوگرم | Cha Kum-chol · کرهٔ شمالی       | ۱۶۵ کیلوگرم | Yang Sheng-hsiung · تایوان     | ۱۶۰ کیلوگرم |
| مجموع        | Ding Jianjun · چین        | ۳۱۰ کیلوگرم | Cha Kum-chol · کرهٔ شمالی       | ۳۰۵ کیلوگرم | Yang Sheng-hsiung · تایوان     | ۲۸۸ کیلوگرم |
| ۶۹ کیلوگرم   |                           |             |                                |             |                                |             |
| یک‌ضرب        | تریاتنو · اندونزی         | ۱۴۵ کیلوگرم | Gustar Junianto · اندونزی      | ۱۴۳ کیلوگرم | Bakhram Mendibaev · ازبکستان   | ۱۴۱ کیلوگرم |
| دوضرب        | تریاتنو · اندونزی         | ۱۸۰ کیلوگرم | Zheng Zhisheng · چین           | ۱۷۵ کیلوگرم | Lee Kun-ho · کرهٔ جنوبی         | ۱۷۳ کیلوگرم |
| مجموع        | تریاتنو · اندونزی         | ۳۲۵ کیلوگرم | Zheng Zhisheng · چین           | ۳۱۵ کیلوگرم | Lee Kun-ho · کرهٔ جنوبی         | ۳۱۰ کیلوگرم |
| ۷۷ کیلوگرم   |                           |             |                                |             |                                |             |
| یک‌ضرب        | Lu Changliang · چین       | ۱۵۶ کیلوگرم | Kuanysh Rakhatov · قزاقستان    | ۱۵۵ کیلوگرم | Pang Kum-chol · کرهٔ شمالی      | ۱۵۴ کیلوگرم |
| دوضرب        | Lu Changliang · چین       | ۱۹۵ کیلوگرم | Zhang Kaiguo · چین             | ۱۹۳ کیلوگرم | Pang Kum-chol · کرهٔ شمالی      | ۱۹۳ کیلوگرم |
| مجموع        | Lu Changliang · چین       | ۳۵۱ کیلوگرم | Pang Kum-chol · کرهٔ شمالی      | ۳۴۷ کیلوگرم | رسول تقیان · ایران             | ۳۳۹ کیلوگرم |
| ۸۵ کیلوگرم   |                           |             |                                |             |                                |             |
| یک‌ضرب        | سهراب مرادی · ایران       | ۱۶۸ کیلوگرم | Mansurbek Chashemov · ازبکستان | ۱۶۴ کیلوگرم | Qi Ji · چین                    | ۱۶۲ کیلوگرم |
| دوضرب        | سهراب مرادی · ایران       | ۱۹۹ کیلوگرم | Mansurbek Chashemov · ازبکستان | ۱۹۸ کیلوگرم | الماس اوتشوف · قزاقستان        | ۱۹۷ کیلوگرم |
| مجموع        | سهراب مرادی · ایران       | ۳۶۷ کیلوگرم | Mansurbek Chashemov · ازبکستان | ۳۶۲ کیلوگرم | الماس اوتشوف · قزاقستان        | ۳۵۷ کیلوگرم |
| ۹۴ کیلوگرم   |                           |             |                                |             |                                |             |
| یک‌ضرب        | Vladimir Sedov · قزاقستان | ۱۸۳ کیلوگرم | Huang Zhong · چین              | ۱۷۵ کیلوگرم | Yuan Aijun · چین               | ۱۷۰ کیلوگرم |
| دوضرب        | Vladimir Sedov · قزاقستان | ۲۱۵ کیلوگرم | نواب نصیرشلال · ایران          | ۲۰۷ کیلوگرم | Huang Zhong · چین              | ۲۰۵ کیلوگرم |
| مجموع        | Vladimir Sedov · قزاقستان | ۳۹۸ کیلوگرم | Huang Zhong · چین              | ۳۸۰ کیلوگرم | نواب نصیرشلال · ایران          | ۳۷۶ کیلوگرم |
| ۱۰۵ کیلوگرم  |                           |             |                                |             |                                |             |
| یک‌ضرب        | Sergey Istomin · قزاقستان | ۱۸۷ کیلوگرم | اصغر ابراهیمی · ایران          | ۱۸۰ کیلوگرم | محسن بیرانوند · ایران          | ۱۷۶ کیلوگرم |
| دوضرب        | Ivan Efremov · ازبکستان   | ۲۱۳ کیلوگرم | اصغر ابراهیمی · ایران          | ۲۱۰ کیلوگرم | Sergey Istomin · قزاقستان      | ۲۱۰ کیلوگرم |
| مجموع        | Sergey Istomin · قزاقستان | ۳۹۷ کیلوگرم | اصغر ابراهیمی · ایران          | ۳۹۰ کیلوگرم | Ivan Efremov · ازبکستان        | ۳۸۵ کیلوگرم |
| +۱۰۵ کیلوگرم |                           |             |                                |             |                                |             |
| یک‌ضرب        | بهداد سلیمی · ایران       | ۱۹۰ کیلوگرم | Yakov Berkh · قزاقستان         | ۱۷۵ کیلوگرم | Kazuomi Ota · ژاپن             | ۱۷۰ کیلوگرم |
| دوضرب        | بهداد سلیمی · ایران       | ۲۳۱ کیلوگرم | Yakov Berkh · قزاقستان         | ۲۱۱ کیلوگرم | Kazuomi Ota · ژاپن             | ۲۱۱ کیلوگرم |
| مجموع        | بهداد سلیمی · ایران       | ۴۲۱ کیلوگرم | Yakov Berkh · قزاقستان         | ۳۸۶ کیلوگرم | Kazuomi Ota · ژاپن             | ۳۸۱ کیلوگرم |

### زنان
| Event       | طلا                           | طلا         | نقره                                      | نقره        | برنز                                      | برنز        |
| ۴۸ کیلوگرم  |                               |             |                                           |             |                                           |             |
| یک‌ضرب       | Chen Wei-ling · تایوان        | ۸۷ کیلوگرم  | Pensiri Laosirikul · تایلند               | ۸۳ کیلوگرم  | Chen Xiexia · چین                         | ۸۳ کیلوگرم  |
| دوضرب       | Chen Wei-ling · تایوان        | ۱۱۳ کیلوگرم | Chen Xiexia · چین                         | ۱۰۸ کیلوگرم | Pensiri Laosirikul · تایلند               | ۱۰۳ کیلوگرم |
| مجموع       | Chen Wei-ling · تایوان        | ۲۰۰ کیلوگرم | Chen Xiexia · چین                         | ۱۹۱ کیلوگرم | Pensiri Laosirikul · تایلند               | ۱۸۶ کیلوگرم |
| ۵۳ کیلوگرم  |                               |             |                                           |             |                                           |             |
| یک‌ضرب       | Chen Xiaoting · چین           | ۹۸ کیلوگرم  | Prapawadee Jaroenrattanatarakoon · تایلند | ۹۴ کیلوگرم  | Fang Li-chun · تایوان                     | ۹۳ کیلوگرم  |
| دوضرب       | Chen Xiaoting · چین           | ۱۲۳ کیلوگرم | Fang Li-chun · تایوان                     | ۱۲۱ کیلوگرم | Prapawadee Jaroenrattanatarakoon · تایلند | ۱۲۰ کیلوگرم |
| مجموع       | Chen Xiaoting · چین           | ۲۲۱ کیلوگرم | Fang Li-chun · تایوان                     | ۲۱۴ کیلوگرم | Prapawadee Jaroenrattanatarakoon · تایلند | ۲۱۴ کیلوگرم |
| ۵۸ کیلوگرم  |                               |             |                                           |             |                                           |             |
| یک‌ضرب       | لی خویینگ · چین               | ۱۰۱ کیلوگرم | پاک هیون-سوک · کرهٔ شمالی                  | ۱۰۰ کیلوگرم | Jong Chun-mi · کرهٔ شمالی                  | ۹۷ کیلوگرم  |
| دوضرب       | لی خویینگ · چین               | ۱۳۴ کیلوگرم | Pak Hyon-suk · کرهٔ شمالی                  | ۱۳۳ کیلوگرم | Jong Chun-mi · کرهٔ شمالی                  | ۱۲۶ کیلوگرم |
| مجموع       | لی خویینگ · چین               | ۲۳۵ کیلوگرم | Pak Hyon-suk · کرهٔ شمالی                  | ۲۳۳ کیلوگرم | Jong Chun-mi · کرهٔ شمالی                  | ۲۲۳ کیلوگرم |
| ۶۳ کیلوگرم  |                               |             |                                           |             |                                           |             |
| یک‌ضرب       | لیو ژیا · ماکائو              | ۱۰۱ کیلوگرم | Nguyễn Thị Thiết · ویتنام                 | ۱۰۰ کیلوگرم | مایا مانزا · قزاقستان                     | ۹۸ کیلوگرم  |
| دوضرب       | O Jong-ae · کرهٔ شمالی         | ۱۳۲ کیلوگرم | مایا مانزا · قزاقستان                     | ۱۳۱ کیلوگرم | لیو ژیا · ماکائو                          | ۱۳۰ کیلوگرم |
| مجموع       | لیو ژیا · ماکائو              | ۲۳۱ کیلوگرم | O Jong-ae · کرهٔ شمالی                     | ۲۲۹ کیلوگرم | مایا مانزا · قزاقستان                     | ۲۲۹ کیلوگرم |
| ۶۹ کیلوگرم  |                               |             |                                           |             |                                           |             |
| یک‌ضرب       | ژانگ شائولینگ · ماکائو        | ۱۰۷ کیلوگرم | لیو هایژیا · چین                          | ۱۰۵ کیلوگرم | ژانگ شائولینگ · تایوان                    | ۱۰۲ کیلوگرم |
| دوضرب       | لیو هایژیا · چین              | ۱۳۵ کیلوگرم | ژانگ شائولینگ · تایوان                    | ۱۳۴ کیلوگرم | ژانگ شائولینگ · ماکائو                    | ۱۳۴ کیلوگرم |
| مجموع       | ژانگ شائولینگ · ماکائو        | ۲۴۱ کیلوگرم | لیو هایژیا · چین                          | ۲۴۰ کیلوگرم | ژانگ شائولینگ · تایوان                    | ۲۳۶ کیلوگرم |
| ۷۵ کیلوگرم  |                               |             |                                           |             |                                           |             |
| یک‌ضرب       | اسوتلانا پودوبدووا · قزاقستان | ۱۳۰ کیلوگرم | کائو لی · چین                             | ۱۱۵ کیلوگرم | لیم جی-هیه · کرهٔ جنوبی                    | ۹۹ کیلوگرم  |
| دوضرب       | اسوتلانا پودوبدووا · قزاقستان | ۱۵۰ کیلوگرم | کائو لی · چین                             | ۱۴۳ کیلوگرم | راتاناچوآنگ · تایلند                      | ۱۲۸ کیلوگرم |
| مجموع       | اسوتلانا پودوبدووا · قزاقستان | ۲۸۰ کیلوگرم | کائو لی · چین                             | ۲۵۸ کیلوگرم | راتاناچوآنگ · تایلند                      | ۲۲۵ کیلوگرم |
| +۷۵ کیلوگرم |                               |             |                                           |             |                                           |             |
| یک‌ضرب       | تاتیانا خورومووا · قزاقستان   | ۱۱۵ کیلوگرم | آنیپا مونتار · تایلند                     | ۱۱۴ کیلوگرم | وو جیان · چین                             | ۱۱۳ کیلوگرم |
| دوضرب       | تاتیانا خورومووا · قزاقستان   | ۱۴۳ کیلوگرم | وو جیان · چین                             | ۱۴۱ کیلوگرم | آنیپا مونتار · تایلند                     | ۱۳۳ کیلوگرم |
| مجموع       | تاتیانا خورومووا · قزاقستان   | ۲۵۸ کیلوگرم | وو جیان · چین                             | ۲۵۴ کیلوگرم | آنیپا مونتار · تایلند                     | ۲۴۷ کیلوگرم |

## جدول شمارش مدال‌ها
| رتبه  | کشورها    | طلا | نقره | برنز | مجموع |
| ۱     | چین       | ۵   | ۶    | ۰    | ۱۱    |
| ۲     | قزاقستان  | ۴   | ۱    | ۲    | ۷     |
| ۵     | ایران     | ۲   | ۱    | ۲    | ۵     |
| ۴     | ماکائو    | ۲   | ۰    | ۰    | ۲     |
| ۵     | تایوان    | ۱   | ۱    | ۲    | ۴     |
| ۶     | اندونزی   | ۱   | ۰    | ۰    | ۱     |
| ۷     | کره شمالی | ۰   | ۴    | ۲    | ۶     |
| ۸     | ازبکستان  | ۰   | ۱    | ۱    | ۲     |
| ۹     | ویتنام    | ۰   | ۱    | ۰    | ۱     |
| ۱۰    | تایلند    | ۰   | ۰    | ۴    | ۴     |
| ۱۱    | ژاپن      | ۰   | ۰    | ۱    | ۱     |
| ۱۱    | کره جنوبی | ۰   | ۰    | ۱    | ۱     |
| مجموع | مجموع     | ۱۵  | ۱۵   | ۱۵   | ۴۵    |

| رتبه  | کشورها    | طلا | نقره | برنز | مجموع |
| ۱     | چین       | ۱۵  | ۱۵   | ۵    | ۳۵    |
| ۲     | قزاقستان  | ۱۱  | ۵    | ۵    | ۲۱    |
| ۳     | ایران     | ۶   | ۴    | ۳    | ۱۳    |
| ۴     | ماکائو    | ۴   | ۰    | ۲    | ۶     |
| ۵     | تایوان    | ۳   | ۳    | ۵    | ۱۱    |
| ۶     | اندونزی   | ۳   | ۱    | ۰    | ۴     |
| ۷     | کره شمالی | ۱   | ۸    | ۸    | ۱۷    |
| ۸     | ازبکستان  | ۱   | ۳    | ۲    | ۶     |
| ۹     | ویتنام    | ۱   | ۳    | ۰    | ۴     |
| ۱۰    | تایلند    | ۰   | ۳    | ۸    | ۱۱    |
| ۱۱    | ژاپن      | ۰   | ۰    | ۳    | ۳     |
| ۱۱    | کره جنوبی | ۰   | ۰    | ۳    | ۳     |
| ۱۳    | ترکمنستان | ۰   | ۰    | ۱    | ۱     |
| مجموع | مجموع     | ۴۵  | ۴۵   | ۴۵   | ۱۳۵   |

## کشورهای شرکت کننده
۱۵۷ ورزشکار از ۲۲ کشور با هم به رقابت پرداختند.
| - بنگلادش (۳) - چین (۱۴) - تایوان (۱۰) - هند (۱۵) - اندونزی (۹) - ایران (۸) - ژاپن (۱۳) - اردن (3) | - قزاقستان (۱۵) - قرقیزستان (۶) - ماکائو (۳) - مالزی (۸) - کره شمالی (۷) - قطر (۱) - کره جنوبی (7) | - سری‌لانکا (۱) - تاجیکستان (۱) - تایلند (۹) - ترکمنستان (۸) - امارات متحده عربی (۳) - ازبکستان (۵) - ویتنام (۸) |